# 김지영 (1974년)
김지영(金志映, 1974년 9월 7일 ~ )은 대한민국의 배우다.

## 생애
1994년 대학 시절 극단 <한국>에 입단하여 연기 수업을 쌓았으며 1995년 KBS 드라마게임 《가장 행복하게 잠깨는 남자》로 드라마 데뷔를 하였다. 조연, 단역을 주로 맡다 1997년 MBC 《전원일기》에 출연하여 대중들에게 큰 사랑을 받았다.

## 학력
- 서울대도초등학교 (졸업)
- 숙명여자중학교 (졸업)
- 경기여자고등학교 (졸업)
- 한양대학교 ERICA캠퍼스 문화인류학과 (졸업)

## 연기 활동

### 드라마
- 1995년 KBS 청소년드라마 《신세대 보고 - 어른들은 몰라요 - 스타신드롬 오빠가 좋아요》
- 1995년 KBS 단막극 《드라마게임 - 가장 행복하게 깨는 남자》
- 1995년 KBS 단막극 《드라마게임 - 복권 한 장》 ... 박상은 역
- 1995년 KBS 일일연속극 《좋은 남자 좋은 여자》 ... 강자 역
- 1995년 KBS 주말연속극 《목욕탕집 남자들》
- 1995년 KBS 일일연속극 《며느리 삼국지》 ... 한국며느리 역
- 1996년 MBC 단막극 《MBC 베스트극장 - 천생연분》
- 1996년 MBC 농촌드라마 《전원일기》 ... 이복길 역
- 1996년 KBS 미니시리즈 《신고합니다》 ... 휘재의 연인 역
- 1997년 MBC 미니시리즈 《의가형제》 ... 김영기 역
- 1997년 SBS 월화드라마 《여자》 ... 구순애 역
- 1997년 MBC 미니시리즈 《영웅반란》 ... 미숙 역
- 1997년 MBC 주말연속극 《그대 그리고 나》 ... 미숙 역
- 1997년 SBS 주간시트콤 《뉴욕 스토리》
- 1997년 MBC 일일시트콤 《남자 셋 여자 셋》 ... 김순애 역
- 1998년 MBC 단막극 《MBC 베스트극장 - 오월의 사랑》
- 1998년 SBS 일일연속극 《7인의 신부》
- 1998년 MBC 미니시리즈 《맨발로 뛰어라》 ... 나채단 역
- 1998년 MBC 주말연속극 《사랑과 성공》 ... 길자 역
- 1999년 SBS 미니시리즈 《토마토》 ... 윤세라 역
- 1999년 MBC 주말연속극 《사랑해 당신을》 ... 백장미 역
- 1999년 KBS 주말연속극 《유정》 ... 양미리 역
- 1999년 KBS 주간시트콤 《오! 해피데이》
- 2000년 MBC 일일시트콤 《논스톱》
- 2000년 MBC 주말연속극 《엄마야 누나야》 ... 장남경 역
- 2001년 SBS 신년특집극 《용띠 개띠》 ... 견숙 역
- 2001년 KBS 미니시리즈 《쿨》 ... 최세라 역
- 2001년 SBS 추석특집극 《누군가 그리울때》
- 2002년 MBC 미니시리즈 《선물》 ... 미란 역
- 2003년 MBC 일일연속극 《백조의 호수》 ... 고은아 역
- 2003년 MBC 가정의달특집극 《제비꽃》 ... 은수 역
- 2004년 KBS 일일시트콤 《올드 미스 다이어리》 ... 김지영 역
- 2004년 KBS 미니시리즈 《북경 내 사랑》 ... 리영희 역 (특별출연)
- 2004년 SBS 대하드라마 《토지》 ... 김서방 댁 역
- 2004년 SBS 추석특집극 《4명의 웬수들》 ... 서영주 역
- 2005년 MBC 단막극 《MBC 베스트극장 - 나는 지금 모바니아로 간다》 ... 지원 역
- 2006년 MBC 단막극 《MBC 베스트극장 - 안녕, 천사님》 ... 애심 역
- 2006년 MBC 일일연속극 《사랑은 아무도 못말려》 ... 강희정 역
- 2006년 SBS 금요드라마 《내 사랑 못난이》 ... 진차연 역
- 2008년 SBS 미니시리즈 《온에어》 ... 본인 역 (특별출연)
- 2009년 SBS 일일연속극 《두 아내》 ... 윤영희 역
- 2010년 KBS 주말연속극 《결혼해주세요》 ... 남정임 역
- 2012년 MBC 주말연속극 《메이퀸》 ... 이봉희 역
- 2013년 JTBC 주말연속극 《무자식 상팔자》 ... 소영의 친구 역 (특별출연)
- 2014년 KBS 단막극 《드라마 스페셜 - 돌날》 ... 정숙 역
- 2014년 MBC 아침드라마 《모두 다 김치》 ... 유하은 역
- 2015년 MBC 일일연속극 《위대한 조강지처》 ... 조경순 역
- 2016년 SBS 아침연속극 《사랑이 오네요》 ... 이은희 역
- 2020년 KBS 일일연속극 《기막힌 유산》 ... 김지영 회장 역 (66회 특별출연)
- 2020년 SBS 미니시리즈 《굿캐스팅》 ... 황미순 역
- 2020년 JTBC 금토드라마 《우아한 친구들》 ... 지명숙 역
- 2022년 TVING 오리지널 드라마 《괴이》 ... 한석희 역
- 2022년 tvN 월화드라마 《링크:먹고 사랑하라, 죽이게》 ... 홍복희 역
- 2024년 KBS2 수목드라마 《개소리》 … 홍은아 역
- 2025년 tvN 드라마 《태풍상사》 … 정정미 역

### 영화
- 1998년 영화 《크리스마스에 눈이 내리면》 ... 지원 역
- 2003년 영화 《춤이 시작됩니다》 ... 경숙 역
- 2003년 영화 《해피 에로 크리스마스》 ... 박향숙 역
- 2004년 영화 《돈 텔 파파》 ... 초원 담임 역
- 2005년 영화 《몽정기 2》 ... 생물 선생님 역
- 2005년 영화 《댄서의 순정》 ... 위장결혼 단속 경찰 역
- 2006년 영화 《올드미스 다이어리 극장판》 ... 김지영 역 (우정출연)
- 2008년 영화 《우리 생애 최고의 순간》 ... 송정란 역
- 2010년 영화 《시라노; 연애조작단》 ... 유미 역
- 2012년 영화 《내 아내의 모든 것》 ... 송 작가 역
- 2012년 영화 《무서운 이야기 seg. 앰뷸런스》 ... 엄마 역
- 2012년 영화 《터치》 ... 이수원 역
- 2012년 영화 《가족시네마》 ... 지원 역
- 2014년 영화 《플랜맨》 ... 의사 역
- 2016년 영화 《당신, 거기 있어줄래요》 ... 수의사 역 (우정출연)
- 2017년 영화 《7호실》 ... 가로수 길 녀 역 (우정출연)
- 2018년 영화 《사라진 밤》 ... 차 박사 역
- 2019년 천만영화 《극한직업》 ... 고 반장 부인 역
- 2019년 영화 《엑시트》 ... 이정현 역
- 2020년 영화 《프랑스여자》
- 2021년 영화 《새해전야》 ... 남산타워 스카프 녀 역
- 2022년 영화 《인연을 긋다》 ... 서인숙 역
- 2022년 영화 《싱글 인 서울》 ... 경아 역
- 2022년 영화 《소녀》 ... 경숙 역
- 2023년 영화 《멍뭉이》
- 2023년 영화 《싱글 인 서울》 ... 경아 역
- 2023년 영화 《어디로 가고 싶으신가요》 ... 수연 역 (목소리출연)
- 2024년 영화 《한국이 싫어서》 ... 김태은 역
- 2024년 영화 《무도실무관》 ... 하선정 역 (특별출연)
- 2025년 영화 《괜찮아 괜찮아 괜찮아!》 ... 연화 역

### 뮤지컬·연극
- 2007년 연극 《몽연》
- 2007년 뮤지컬 《달콤한 안녕》

## 방송
- 1998년 KBS2 《TV는 사랑을 싣고》 ... MC
- 2000년 SBS 《서세원의 좋은 세상 만들기》 ... MC
- 2001년 CBS 음악FM 《김지영의 12시에 만납시다》
- 2007년 SBS 러브FM 《김지영, 김일중의 좋아 좋아》 ... DJ
- 2008년 SBS 러브FM 《김지영, 남성진의 좋아 좋아》 ... DJ
- 2011년 Story on 《소아비만탈출프로젝트 수퍼키즈》 ... MC
- 2012년 올리브TV 《푸드톡 플러스》 ... MC
- 2012년 KBS1 《고향극장》 ... 내레이션
- 2015년 MBC 《진짜사나이 - 여군특집2》
- 2017년 E채널 《별거가 별거냐 시즌 1》, 《별거가 별거냐 시즌 2》
- 2018년 tvN 《수미네 반찬》... 게스트
- 2020년 SBS 파워FM 《장예원의 씨네타운》 ... 게스트
- 2022년 SBS 《런닝맨》 ... 게스트
- 2023년 SBS《신발벗고 돌싱포맨》... 게스트

## 수상 및 후보
| 연도 | 시상식                     | 부문                           | 작품                  | 결과 |
| ---- | -------------------------- | ------------------------------ | --------------------- | ---- |
| 1997 | MBC 연기대상               | 여자 신인연기상                | 그대 그리고 나        | 수상 |
| 1998 | 제34회 백상예술대상        | TV부문 여자 신인연기상         | 그대 그리고 나        | 수상 |
| 2006 | SBS 연기대상               | 연속극부문 여자 연기상         | 내 사랑 못난이        | 수상 |
| 2008 | 제16회 이천춘사대상영화제  | 여우조연상                     | 우리 생애 최고의 순간 | 수상 |
| 2008 | 제17회 부일영화상          | 여우조연상                     | 우리 생애 최고의 순간 | 후보 |
| 2008 | 제45회 대종상              | 여우조연상                     | 우리 생애 최고의 순간 | 후보 |
| 2008 | 제9회 부산영화평론가협회상 | 여우조연상                     | 우리 생애 최고의 순간 | 수상 |
| 2008 | 제29회 청룡영화상          | 여우조연상                     | 우리 생애 최고의 순간 | 수상 |
| 2008 | 제7회 대한민국 영화대상    | 여우조연상                     | 우리 생애 최고의 순간 | 수상 |
| 2009 | 제3회 아시안 필름 어워즈   | 여우조연상                     | 우리 생애 최고의 순간 | 후보 |
| 2009 | SBS 연기대상               | 연속극부문 여자 연기상         | 두 아내               | 후보 |
| 2010 | KBS 연기대상               | 대상                           | 결혼해주세요          | 후보 |
| 2010 | KBS 연기대상               | 여자 최우수연기상              | 결혼해주세요          | 후보 |
| 2010 | KBS 연기대상               | 일일극부문 여자 우수연기상     | 결혼해주세요          | 수상 |
| 2010 | KBS 연기대상               | 베스트 커플상 (with 이종혁)    | 결혼해주세요          | 후보 |
| 2014 | 제3회 에이판 스타 어워즈   | 장편드라마부문 여자 우수연기상 | 모두 다 김치          | 후보 |
| 2014 | MBC 연기대상               | 연속극부문 여자 우수연기상     | 모두 다 김치          | 수상 |
| 2015 | MBC 연기대상               | 연속극부문 여자 우수연기상     | 위대한 조강지처       | 후보 |
| 2016 | SBS 연기대상               | 장편드라마부문 여자 우수연기상 | 사랑이 오네요         | 수상 |
| 2020 | SBS 연기대상               | 장르·액션부문 여자 우수연기상  | 굿캐스팅              | 후보 |

## 홍보대사
- 2008년 핸드볼 홍보대사